# Javgur
Javgur è un comune della Moldavia situato nel distretto di Cimișlia di 2.179 abitanti al censimento del 2004

## Località
Il comune è formato dall'insieme delle seguenti località: (popolazione 2004)
- Javgur (1.627 abitanti)
- Artimonovca (62 abitanti)
- Maximeni (490 abitanti)